# Benedek Pál (pap)
Benedek Pál (? – 1357) Szepes megyei pap
Minden valószínűség szerint szepesi kanonok vagy a káptalan praebendáriusa lehetett.
A szent Mártonról nevezett szepesi káptalan használatára „Capitula ad horas diurnas" címen könyvet másolt, mely a gyulafehérvári Battyányi-könyvtárba került. E könyvben különös figyelmet érdemel a naptári részben élőforduló nekrológ, melyet Wagner az „Analecta Scepusii" második kötetében tett közzé, s melyben 1357–1633-ig több szepesi kanonok és pap halálának ideje érdekes életrajzi adatok kíséretében fel van jegyezve.